# Ébola libre de gluten
«Ébola libre de gluten» («Gluten Free Ebola» como título original) es el segundo episodio de la decimoctava temporada de la serie animada de televisión norteamericana South Park, y el episodio n.º 249 en general. Fue escrito y dirigido por el cocreador de la serie Trey Parker. El episodio se estrenó en el canal Comedy Central el primero de octubre de 2014 en Estados Unidos. El episodio hace referencia a la dieta sin gluten y a los cambios en la cultura alimenticia en Estados Unidos. 
Los estudiantes de la escuela están disgustados con Stan, Kyle, Cartman y Kenny por su arrogancia al abandonar la escuela, por esta razón los chicos anuncian por radio que harán una gran fiesta para lograr reconciliarse con sus amigos. Sin embargo, sus intenciones se frustran porque en el pueblo se desata una crisis cuando todo el mundo se da cuenta de que el gluten es dañino para la salud humana. Solamente un sueño de Cartman relevará la verdad y podrá salvar a South Park y a la fiesta.

## Trama

### Acto 1
Los chicos Kyle, Stan, Eric y Kenny regresan a la escuela después del fracaso que tuvieron en el manejo de su empresa "Los pieles rojas de Washington" (visto en el episodio anterior). Sus compañeros de clase no están conformes con el retorno de los chicos pues al abandonar la escuela Stan había dicho que "la escuela es para tontos". Mientras esto sucede, la directora Victoria se reúne los profesores para tratar el tema de la suspensión de Butters. En esta reunión el profesor Mackey presume de ser la única persona libre de gluten entre sus compañeros, generando malestar en los demás profesores. 
Como los chicos se sienten apartados de los demás compañeros, Cartman propone hacer una mega fiesta para reconciliarse con todos y utilizan el pretexto de que el evento será dedicado a su compañero Scott Malkinson quien sufre de diabetes. Para lograr que todos asistan, los chicos van a una estación radial donde promocionan su gran fiesta y prometen que van a dar bebidas y alimentos deliciosos y que, además, va a presentarse la cantante Lorde.
Más tarde, en el centro comunitario de South Park, un científico del Departamento de Agricultura de los Estados Unidos (USDA) realiza una charla acerca de los rumores de que ingerir alimentos con gluten puede provocar cáncer y obesidad. El científico deja bien claro que el gluten no produce tales enfermedades pues solamente es una proteína extraída del trigo y para probarlo extrae gluten con la máquina de laboratorio y lo ingiere frente a todos, pero una vez que lo ha probado empieza a tener reacciones de dolor en su cuerpo y su miembro viril sale disparado por el aire, lo cual causa un gran revuelo entre los presentes quienes huyen del lugar generando una revuelta en las calles. Randy y Sharon estaban presentes en la conferencia del centro comunitario y llegan a su casa y comienzan a deshacerse de todos los alimentos que contengan gluten. Lo mismo hacen los demás ciudadanos de South Park quienes arrojan los productos al fuego.

### Acto 2
Mientras son quemados los campos de trigo de South Park, los científicos aceptan que lo que han recomendado ingerir al pueblo norteamericano no es correcto para la salud y buscan una solución para esta crisis, en ese momento llegan dos agentes de la "USDA" a la casa de la familia Marsh para revisar si hay algún producto derivado del trigo, hallando una lata de cerveza vacía. Randy desconoce que la cerveza es fabricada con trigo y entonces los agentes se lo llevan a cuarentena a la pizzería "Papa Jones", donde también se encuentra detenido el Sr. Garrison y otro ciudadano.
Por otra parte, Eric se encuentra muy deprimido en su dormitorio porque no podrá hacer su mega fiesta debido a que las restricciones para comprar alimentos con gluten no permite comprar pasabocas para ofrecer en dicha fiesta. Los demás chicos tratan de reconfortarlo pero Cartman piensa que todo está perdido. Para salvar la fiesta, Stan se dirige al centro de cuarentena de gluten para preguntarle a su papá si la cantante Lorde estará presente en su fiesta, tal como se lo promedió a los demás chicos, pero no logra comunicarse con él por esta en una zona de paso restringido. Mientras esto pasa, Eric continua con su depresión y sueña con la Tía Jemima, quien le menciona que las pirámides alimenticias están al revés, debiendo estar en la parte superior de la pirámide las grasas y carnes y abajo los vegetales, pero Cartman no comprende el mensaje todavía.

### Acto 3
Nuevamente en el centro de cuarentena, Randy, el Sr. Garrison y una persona desconocida se quedan sin ingredientes para comer. El ciudadano no puede aguantar el hambre y se dirige a la bodega del restaurante para devorar masa para pizza, sorprendentemente no tiene reacción de dolor en el cuerpo cuando come la masa, por ello piensa que lo del gluten es un engaño, sin embargo segundos después su pene también sale disparado y fallece.
En la estación radial, Stan, Kyle y Kenny anuncian que se cancela la fiesta debido a la crisis del gluten y proponen que todas las personas investiguen todo lo relacionado con este tema para poder salir del problema sanitario en que se encuentran. Varios de sus compañeros realizan llamadas telefónicas al aire haciendo comentarios ofensivos, pues esperaban la fiesta pero al final llama Cartman diciendo que encontró una solución al problema del Gluten. Más tarde, estando los cuatro chicos juntos, llaman a la USDA y dicen que el problema consiste en que la pirámide alimenticia está invertida, para sorpresa de todos, el nuevo sistema de la dieta funciona dando vuelta a la pirámide.
El episodio finaliza en la mega fiesta donde se encuentran reunidos la mayoría de los chicos de la escuela además de varios invitados como los miembros de la USDA. Todos se reconcilian con los cuatro chicos debido al éxito de la fiesta, incluso Wendy con Stan. También hace su presentación la cantante "Lorde" quien realmente es Randy vestido de la auténtica cantautora.

## Producción

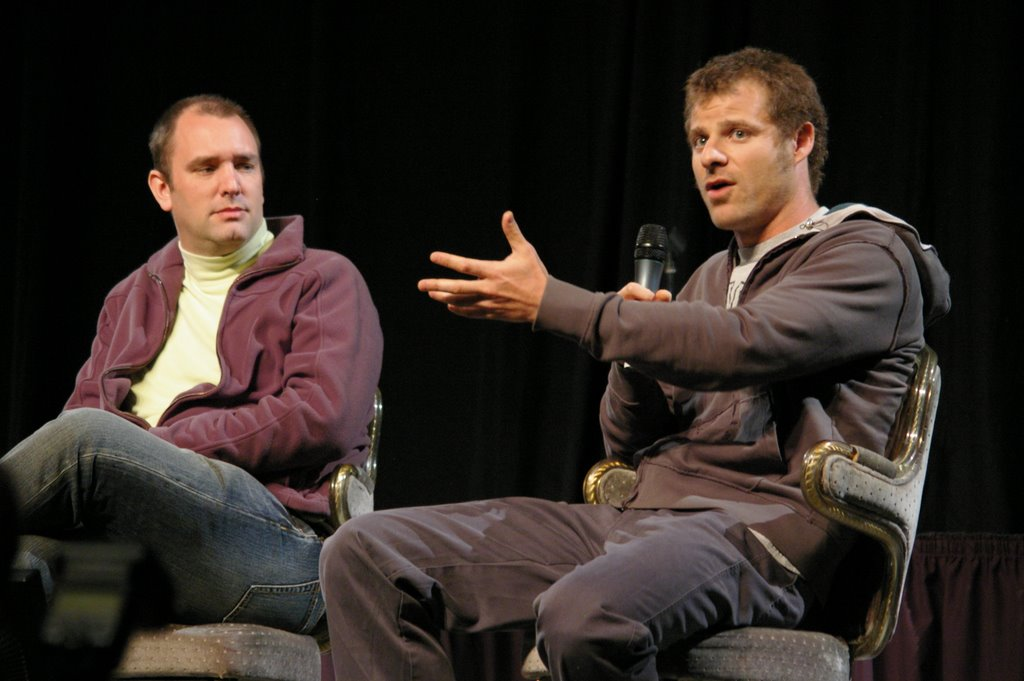
Los creadores de la serie Trey Parker y Matt Stone

La idea para este episodio vino de la dieta libre de gluten que los escritores habían iniciado unos meses antes de la emisión del programa (Matt en julio y Trey en septiembre). Ellos nunca paraban de hablar de su dieta - al igual que el señor Mackey-. Al principio la idea era incluir este tema en una de las escenas pero al final fue el tema del episodio entero. Los escritores notaron que la sociedad en general está implementando dietas sin gluten. Este fenómeno se hizo tan común que ellos mismos hicieron dieta y pensaron que sería divertido hacer un episodio para burlarse de sí mismos.
South Park utiliza un recurso narrativo que ha explorado pocas veces en el pasado y consiste en traer elementos y referencias de episodios anteriores para construir la trama del episodio actual. En el primer episodio de la temporada dieciocho, los chicos tratan de establecer una compañía en Internet y se retiran de la escuela porque piensan que no van a tener que estudiar nunca más. Tras el fracaso de dicha empresa, en el segundo episodio de la temporada los chicos deben volver a la escuela y sus compañeros los rechazan por la forma en que la dejaron. Normalmente South Park cuenta historias diferentes e inconexas en cada episodio, tratando de aportar su punto de vista político y filosófico a temas de la actualidad norteamericana y mundial. Generalmente los episodios son escritos y producidos unos cuantos días antes de salir al aire y de esta forma South Park puede mantener gran actualidad en sus contenidos y temáticas, pero a la vez este esquema de trabajo dificulta elaborar un show televisivo con elementos seriales a largo plazo.

## Temática y referencias culturales

### Temática principal
La dieta sin gluten (DSG) es un régimen alimenticio para evitar la enfermedad celíaca y gracias a una enorme difusión mediática logró extenderse en los Estados Unidos y parte del mundo. En el episodio el tema principal no es tanto el gluten sino la forma en que la sociedad se alimenta y la manipulación de la información que hacen las entidades oficiales de acuerdo a las políticas públicas sobre alimentación.
Las entidades que regulan el tema alimenticio son mostradas como ignorantes e ineptas para establecer cual es la "dieta saludable" para el pueblo, a lo cual se suma el conflicto entre las diferentes agencias federales. Al mismo tiempo el pueblo se muestra desconcertado, ignorante, manipulado y simplemente adopta las dietas que le indique el Estado. Por esto al final del episodio todos están felices porque se ha establecido que lo saludable es consumir grasa y carnes.

### Referencias culturales

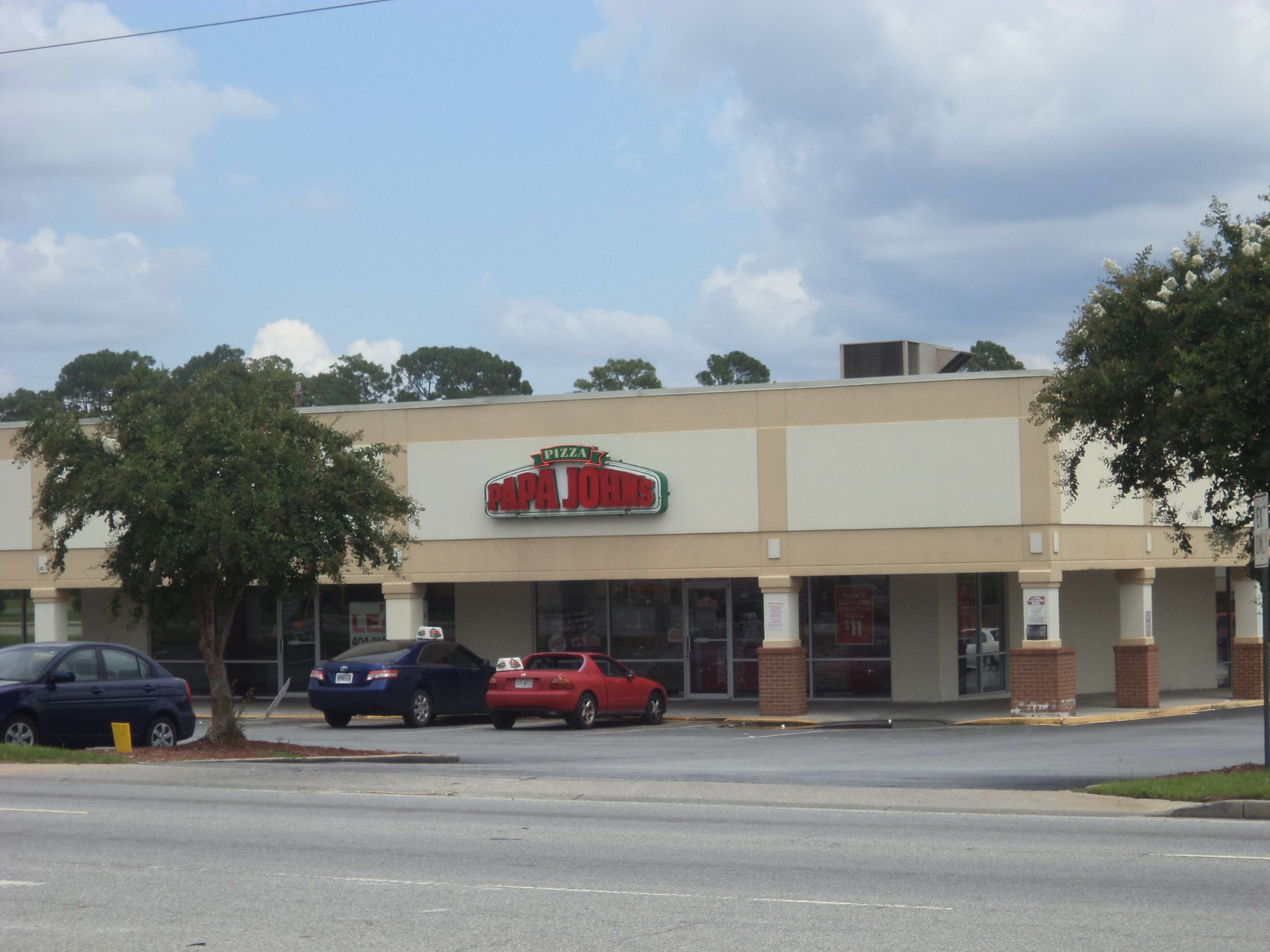
La pizzeria Papa Johns aparece en el episodio de South Park

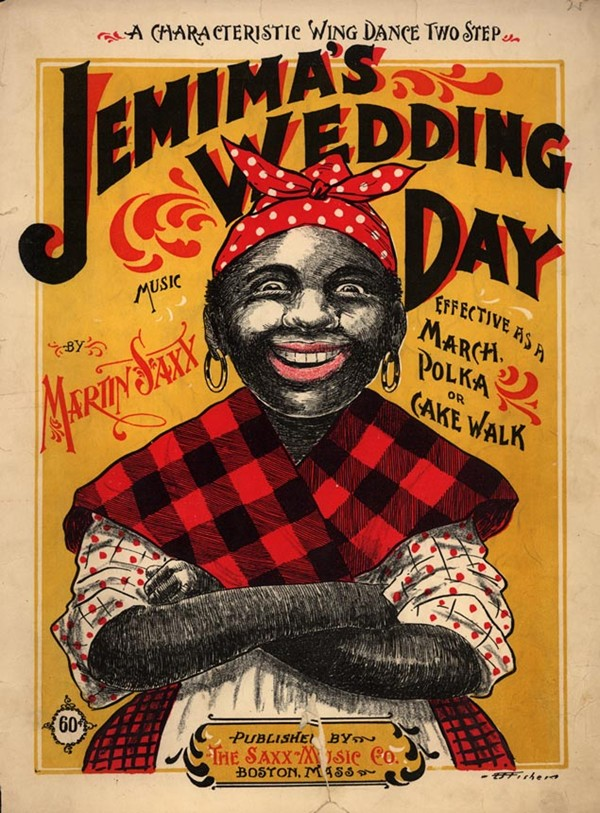
El personaje publicitario Aunt Jemima aparece en el episodio de South Park

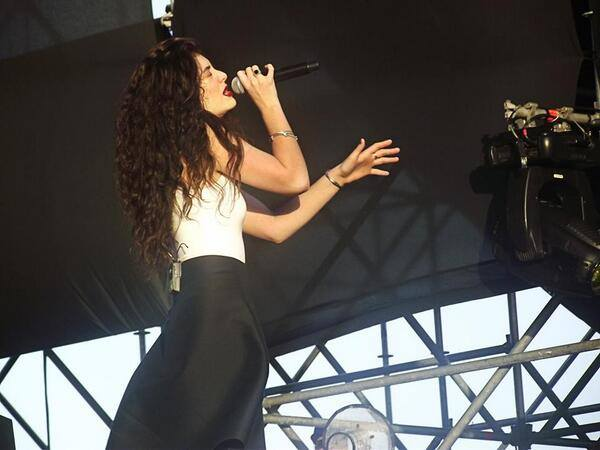
La cantante Lorde aparece en el episodio representada por Randy